# Rogelio Naguil
Rogelio Naguil – piłkarz urugwajski, pomocnik.
Jako piłkarz klubu Club Nacional de Football wziął udział w turnieju Copa América 1919, gdzie Urugwaj został wicemistrzem Ameryki Południowej. Naguil zagrał w trzech meczach - z Chile oraz w dwóch decydujących o mistrzostwie kontynentu spotkaniach z Brazylią. Te trzy mecze na mistrzostwach kontynentalnych były jedynymi, jakie Naguil rozegrał w reprezentacji.